# 细胞水平测试
细胞水平测试是指在活细胞的情况下测量细胞的生物化学或细胞学的变化。该法不需要分离和纯化生物大分子，但是有时需要在测试细胞里表达所感兴趣的靶标基因或在测试细胞里引进一定的报告系统以便于测量（如普遍使用的报告基因）。